# 人之初 (電視劇)
《人之初》是1984年臺灣電視公司（台視）八點檔連續劇，天寅有限公司製作，光啟文教視聽節目服務社（光啟社）錄製，製作人林福地，監製兼導播葉超，1984年12月25日至1985年3月11日首播。

## 角色
- 林在培 飾 羅文忠
- 吳佳燕 飾 黃萍
- 胡珮璉 飾 羅美如
- 蕭大陸 飾 吳正輝
- 陳天寶 飾 小寶
- 周欣怡 飾 囡囡
- 傅碧輝 飾 吳母
- 陶述 飾 羅母
- 楊岫鳴 飾 警官
- 吳靜嫻 飾 警妻
- 顏玲 飾 莉莉
- 李聖傑 (童星) 飾 劉信志
- 楊貴媚 飾 ？
- 洪流 飾 劉銘遠
- 唐如韞 飾 江婆婆
- 卓勝利 飾 劉信義
- 梁燕民 飾 老王
- 闞水源 飾 劉信雄
- 李倩 飾 劉碧珠
- 李麗華 飾 麗娜
- 張方霞 飾 林院長
- 胡翔評 飾 潘大夫
- 吳炎棟（本劇製作助理） 飾 吳老闆

## 工作人員
第1集片頭工作人員表
- 製作：天寅有限公司
- 監製：葉超
- 策劃：童亦慶
- 編劇：董炎良
- 製作人：林福地
- 製作助理：王成立、吳炎棟、張慶煌
- 化妝：李鳳英
- 道具：吳朝文
- 攝影：翁明電、王雅各
- 攝影助理：張祥光、郭志銘
- 燈光：王榴柱
- 成音：李國華
- 剪接：林霑
- 特殊效果：鄧紀華、郭文欽
- 副導演：劉興森
- 場記：吳筱菁
- 技術指導：林健兒
- 現場指導：朱洪順
- 美術指導：南星宇
- 音樂指導：黃雅玲
- 助理導播：林芳淑、吳素娥、王雯玲
- 導演：徐揚翔
- 錄製：光啟社
- 導播：葉超

## 歌曲
主題曲〈人之初〉
陳雲山作詞作曲，許慧慧主唱，益友有限公司發行。
插曲〈真情〉
李子恆作詞，陳小霞作曲，許慧慧主唱，益友有限公司發行。

## 事件
行政院新聞局廣播電視事業處（廣電處）曾經認為《人之初》小寶的角色設定不妥，要求製作單位刪改；製作單位在修剪後重新送審，獲得通過。但在1984年12月29日，廣電處認為《人之初》第1至2集播出時使用的錄影帶（簡稱「播出帶」）與送至廣電處審查的錄影帶（簡稱「送審帶」）不符，依據《廣播電視法》第43條處10萬銀元罰鍰，並規定往後各集必須逐集送審。本案創下臺灣電視史三項紀錄：
1. 第一個被處罰鍰的戲劇節目。
2. 第一個播出帶與送審帶不符的戲劇節目。
3. 罰鍰金額最高的電視節目。[1]

1984年12月29日下午，林福地在光啟社攝影棚獲悉《人之初》被罰一事時表示，製作單位當初依廣電處意旨修改影片時他正好在馬來西亞，他回國後發覺修改後的劇情無法與往後劇情連貫，他在不違背廣電處原意的情況下稍微調整了表現方式，所以造成這個遺憾；他說，他對處罰沒有什麼意見，也不會提出申訴。
1984年12月31日，廣電處認為《人之初》第4集中的小寶台詞「四十一年前已死，心還在」與劇本不符且涉及鬼怪，第二次處10萬銀元罰鍰；若《人之初》第三次被罰，廣電處可依《廣播電視法》勒令停播。該日晚間，林福地獲悉此事，相當氣憤；但《人之初》已錄至第14集，為顧全大局，製作單位將依廣電處的要求修剪劇本的小寶演出內容。